# Уч-Эмчек (Чуйская область)
Уч-Эмчек (кирг. Үч-Эмчек) — село в Ысык-Атинском районе Чуйской области Кыргызстана. Входит в состав Иссык-Атинского аильного округа. Код СОАТЕ — 41708 206 822 09 0.

## География
Село расположено в центральной части области, на северных склонах Киргизского хребта, на расстоянии приблизительно 20 километров (по прямой) к юго-юго-западу (SSW) от города Кант, административного центра района. Абсолютная высота — 1532 метра над уровнем моря.

## Население
| год     | 2009 | 2014 | 2015 |
| ------- | ---- | ---- | ---- |
| человек | 657  | 723  | 724  |

## Известные жители
- Маликов, Кубанычбек Иманалиевич (1911—1978) — поэт, драматург; Заслуженный деятель искусств Киргизской ССР, народный поэт Киргизской ССР.